# Stjärnhov
Stjärnhov – miejscowość (tätort) w Szwecji, w regionie administracyjnym (län) Södermanland (gmina Gnesta).
W 2017 Stjärnhov liczył 572 mieszkańców.

## Położenie
Miejscowość jest położona w środkowej części prowincji historycznej (landskap) Södermanland nad jeziorem Naten, ok. 20 km na zachód od Gnesty przy drodze Riksväg 57 i otwartej w 1862 linii kolejowej Västra stambanan (Sztokholm – Göteborg).

## Demografia
Liczba ludności tätortu Stjärnhov (T0860) w latach 1960–2015: